# Cal Jordana (Cervera)
Cal Jordana és una obra de Cervera (Segarra) protegida com a Bé Cultural d'Interès Local.

## Descripció
Casa entre mitgeres situada al carrer Major, eix vertebrador del nucli antic del municipi. L'edifici es desenvolupa en planta baixa, dos pisos i golfes. L'aparell de pedra de la planta baixa, amb dues obertures d'arc rebaixat, contrasta amb l'arrebossat de la resta de la façana. Les obertures del primer i segon pis -dos a cada un- tenen la llinda plana, mentre la zona de les golfes està definida per dos òculs el·líptics. Les obertures del primer pis, més grans, estan unides per una única balconada, mentre que al segon pis hi ha dos balcons. Una cornisa motllurada sobresurt rematant la part superior de la casa.